# Porto Real (Wyspy Świętego Tomasza i Książęca)
Porto Real – wieś znajdująca się na Wyspach Świętego Tomasza i Książęcej, położona na Wyspie Książęcej. W 2001 roku miejscowość liczyła 239 mieszkańców.

## Sport
W Porto Real ma swoją siedzibę klub piłkarski FC Porto Real.

## Klimat
Średnia temperatura wynosi 17 °C, a średnie opady 2872 milimetry rocznie. Najbardziej wilgotnym miesiącem jest maj (440 milimetrów opadów), a najbardziej suchym jest sierpień (27 milimetrów opadów).